# Бунар (Дервента)
Бунар (серб. Бунар, хорв. Bunar) — населённый пункт (деревня) в общине Дервента, который принадлежит энтитету Республике Сербской, Босния и Герцеговина. По результатам югославской переписи населения 1991 года в Бунаре проживало 457 человек.

## Население
В населении деревни преобладают хорваты.
| 1991                           | - | - | - | - | - | - |
| ------------------------------ | - | - | - | - | - | - |
| 457                            | - | - | - | - | - | - |
| Гистограмма динамики населения |   |   |   |   |   |   |

### Национальный состав
1991 год:
- сербы — 4 (0,88 %);
- хорваты — 446 (97,59 %);
- югославы — 2 (0,44 %);
- мусульмане — 2 (0,44 %);
- другие — 3 (0,66 %).